# Ann Cleeves
Ann Cleeves (født 1954) er en britisk krimiforfatter. 
På dansk er udgivet Shetland-serien (på engelsk: Shetland Island quartet) der som  det engelske navn antyder egentlig skulle have været en kvartet, men i 2013 kom bog nummer 5 "Dødvande".
Vera Stanhope-bøgerne er blevet lavet til tv-serien Vera af ITV, mens Shetland-serien er filmatiseret af BBC.

### George & Molly romaner
- A Bird in the Hand (1986)
- Come Death and High Water (1987)
- Murder in Paradise (1988)
- A Prey to Murder (1989)
- Another Man's Poison (1992)
- Sea Fever (1993)
- The Mill on the Shore (1994)
- High Island Blues (1996)

### Inspector Ramsay romaner
- A Lesson in Dying (1990)
- Murder in My Backyard (1991)
- A Day in the Death of Dorothea Cassidy (1992)
- Killjoy (1993)
- The Healers (1995)
- The Baby Snatcher (1997)

### Vera Stanhope romaner
- The Crow Trap (1999)
- Telling Tales (2005)
- Hidden Depths (Skjulte dybder, dansk 2015)
- Silent Voices (Tavse stemmer, dansk 2017)
- The Glass Room (2012)
- Harbour Street (2014)
- The Moth Catcher (2016)
- The Seagull (2017)

### Shetland serien
- Raven Black (Sort som ravnen, dansk 2008)
- White Nights (Hvide nætter, dansk 2009)
- Red Bones (Rødt støv, dansk 2010)
- Blue Lightning (Stormvarsel, dansk 2011)
- Dead Water (Dødvande, dansk 2013)
- Thin Air (Blå luft, dansk 2014)
- Cold Earth (Mørk muld, dansk 2017)
- Wild Fire (Løbeild, dansk 2019)

### Andre romaner
- The Sleeping and the Dead (2001)
- Burial of Ghosts (2003)